# Oban (Schotland)
Oban (Schots-Gaelisch: An t-Oban, wat in het Nederlands vertaalt als Kleine baai) is een plaats aan de westkust van Schotland. Het is ondanks het aantal van 12.467 inwoners de grootste stad tussen Helensburgh en Fort William. Gedurende het toeristenseizoen kan het aantal in Oban verblijvenden oplopen tot zo'n 25.000 personen. Het stadsbeeld wordt grotendeels bepaald door de McCaig's Tower, geïnspireerd op het Colosseum.

## Historie
Oban was een klein vissersdorpje met een beschutte haven, maar met de komst van een stoomveerdienst en een spoorweg in 1880 werd Oban het centrum voor verkeer met de Binnen-Hebriden en de Buiten-Hebriden.
Tijdens de Tweede Wereldoorlog werd de haven van Oban vooral gebruikt door de Royal Navy. In de buurt van Oban lagen ook drie basissen van de Royal Air Force, waarvan er twee werden gebruikt door watervliegtuigen.
In 1955–56 werd de TAT-1 aangelegd, de eerste trans-Atlantische telefoonkabel. Deze verbond Oban, via het vlak bij Oban gelegen eilandje Kerrera, met de gemeente Clarenville op het Canadese eiland Newfoundland.

## Oban in de media
Oban werd voor veel films als decor gebruikt, voorbeelden zijn: Ring of Bright Water en Morven Callar. Jules Verne beschreef Oban in 1882 in zijn boek De wonderstraal.

## Whisky
Oban is ook de naam van een single malt whisky die in Oban wordt gedistilleerd; de Oban-distilleerderij werd in 1794 door de broers John en Hugh Stevenson opgericht.

## Geboren
- Susie Wolff (1982), autocoureur

## Afbeeldingen

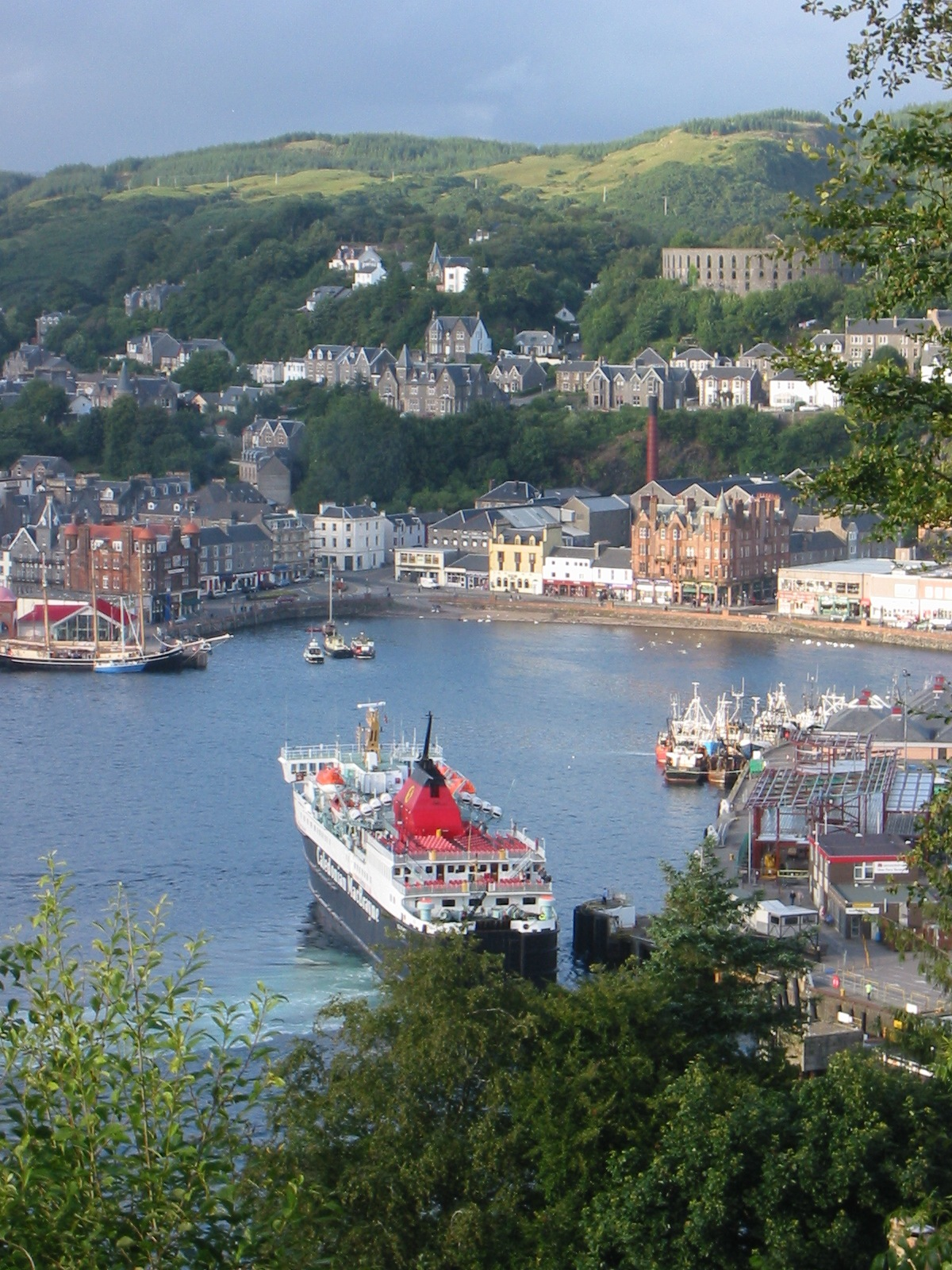
De haven van Oban
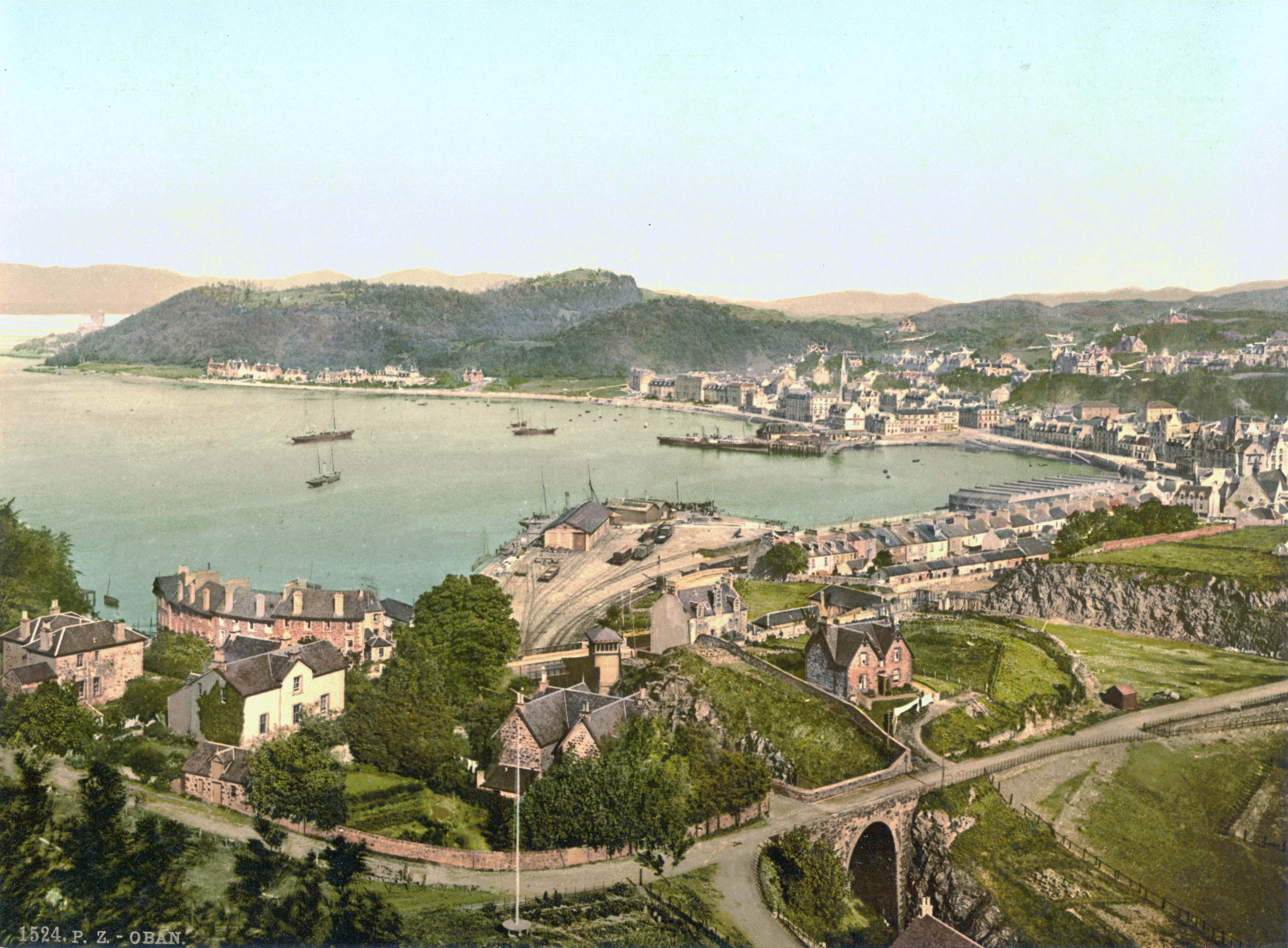
Oban in 1900
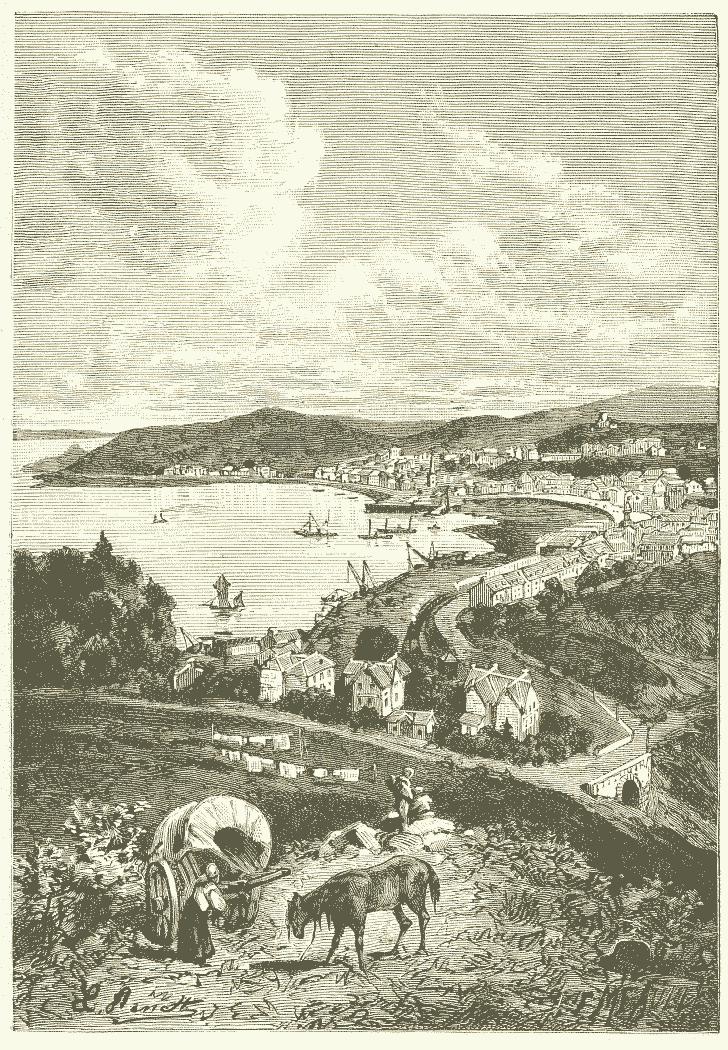
Illustratie van Oban in het boek De wonderstraal van Jules Verne